# Mar Chiquita (partido)
Mar Chiquita (Partido de Mar Chiquita) is een partido in de Argentijnse provincie Buenos Aires. Het bestuurlijke gebied telt 17.908 inwoners. Tussen 1991 en 2001 steeg het inwoneraantal met 20,3 %.

## Plaatsen in partida Mar Chiquita
- Atlántida
- Calfucurá
- Camet Norte
- Coronel Vidal
- Frente Mar
- General Pirán
- La Armonía
- La Baliza
- La Caleta
- Mar Chiquita
- Mar de Cobo
- Nahuel Rucá
- Parque Mar Chiquita
- Santa Clara del Mar
- Vivoratá